# ویلیام بردبری (بازیکن فوتبال)
ویلیام بردبری (انگلیسی: William Bradbury؛ 1884 – ۱۹۶۶ (۸۱−۸۲ سال)) بازیکن فوتبال اهل بریتانیا بود.
از باشگاه‌هایی که در آن بازی کرده‌است می‌توان به باشگاه فوتبال استوک سیتی، باشگاه فوتبال اولدهام اتلتیک، باشگاه فوتبال اسکانتورپ یونایتد، باشگاه فوتبال روچدیل، و باشگاه فوتبال پورت ویل اشاره کرد.